# Wilfried Heinicke
Wilfried Heinicke (* 12. Juli 1923 in Wildenfels; † 17. November 2004 in Dessau) war ein deutscher Fachtierarzt und Hochschullehrer in Berlin und Leipzig.

## Leben und Wirken
Wilfried Heinicke wurde als Sohn eines Landwirts geboren. Nach dem Abitur am Realgymnasium in Crimmitschau wurde er in die Heeres-Veterinär-Akademie Hannover aufgenommen und konnte an der dortigen Tierärztlichen  Hochschule Veterinärmedizin studieren, 1946 das Staatsexamen ablegen und 1947 zum Dr. med. vet. promovieren. Nach Tätigkeiten als Assistenzarzt und Praxisvertreter in Crimmitschau und Frohburg wechselte er 1948 an die Tierseuchenstelle der Thüringischen Landesanstalt zur Bekämpfung von Tierverlusten, das spätere Veterinäruntersuchungs- und Tiergesundheitsamt in Jena, und ließ sich von Prof. Victor Goerttler zum Fachtierarzt für Sterilitätsbekämpfung ausbilden. Er war bis 1959 in sieben Kreisen Nordthüringens tätig, qualifizierte sich auf den Gebieten Bakteriologie, Zuchthygiene, Aufzuchtkrankheiten und Überwachung der künstlichen Besamung beim Rind und legte das Kreistierarztexamen ab.
In den Jahren 1960 bis 1966 war Heinicke Haupttierarzt der DDR und Sektorenleiter Tierhygiene und Tiergesundheitsschutz im Berliner Ministerium für Landwirtschaft, Erfassung und Forstwirtschaft, ab 1963 beim Landwirtschaftsrat der DDR. Er habilitierte an der Humboldt-Universität zu Berlin zum Dr. med. vet. habil. (später umgewandelt in Dr. med. vet. sc.) und wurde 1966 Leiter des Veterinärwesens im Landwirtschaftsrat, ab 1968 im Rat für landwirtschaftliche Produktion und Nahrungsgüterwirtschaft der DDR. Ab 1973 arbeitete Heinicke als Direktor des Instituts für Impfstoffe Dessau-Tornau (IDT) der Akademie der Landwirtschaftswissenschaften der DDR und trat 1981 aus gesundheitlichen Gründen in den beruflichen Ruhestand. Danach war er noch 22 Jahre als reger Autor auf den Gebieten der Veterinärgeschichte und der Landeskultur der Region Anhalt tätig.

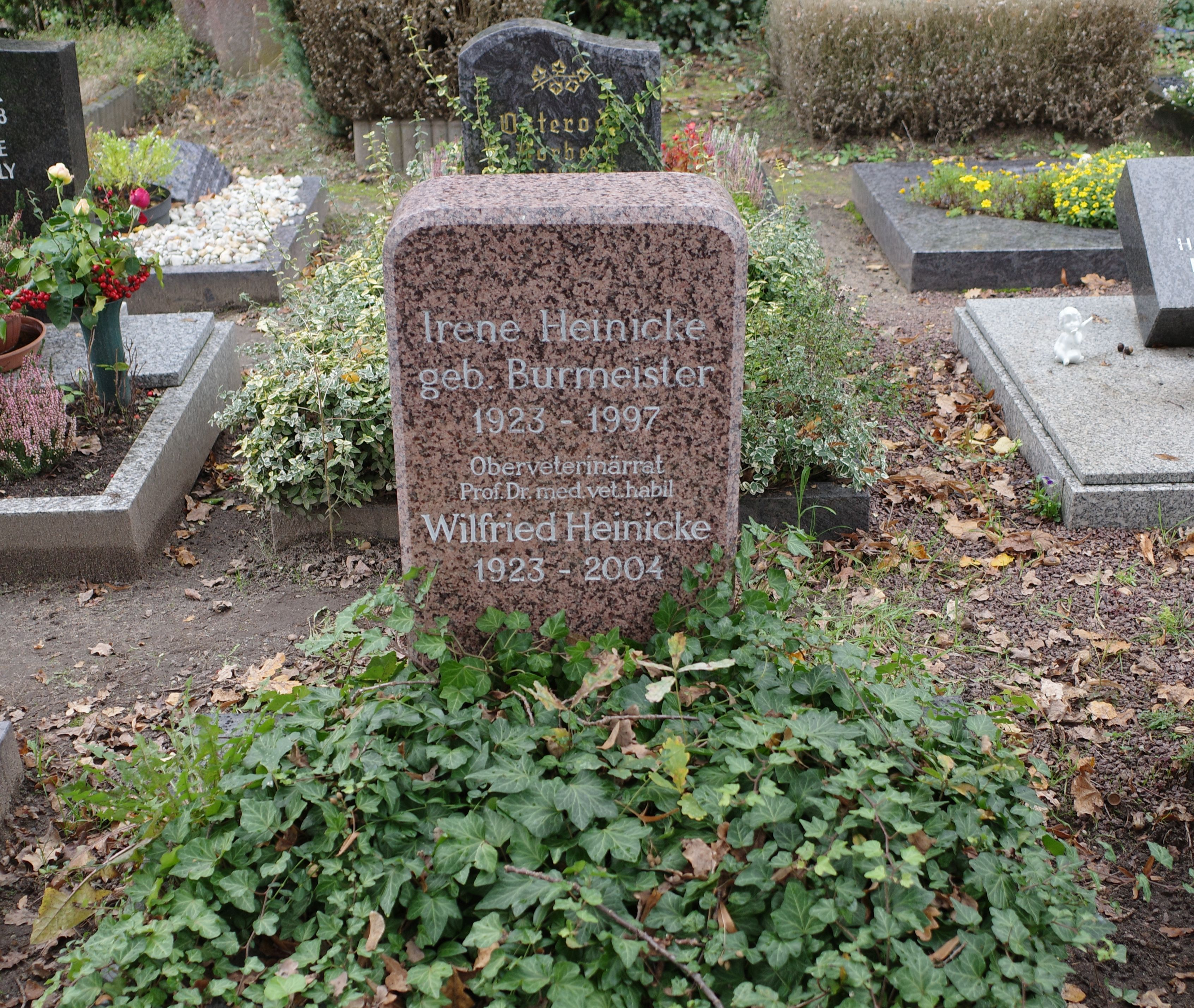
Ruhestätte in Dessau

## Schwerpunkte

### 1948–1959 in Thüringen
Sterilitätsbekämpfung bei Stuten und Kühen in sieben Kreisen, Tätigkeit als Kreistierarzt in Sondershausen.

### 1960–1973 in der Veterinärverwaltung der DDR
Erarbeitung maßgeblicher gesetzlicher Bestimmungen zur Prophylaxe und Bekämpfung von Infektionskrankheiten und Parasitosen, darunter Abfassung der neuen Tierseuchenverordnung der DDR und ihrer 1. Durchführungsbestimmung 1971 als Ablösung des alten Reichs-Viehseuchengesetzes von 1909. Profilierung der postgradualen Qualifizierung der veterinärmedizinischen Fachkräfte.

### 1973–1981 in Dessau-Tornau
Erhöhung der Impfstoffproduktion in Dessau auf die doppelte Menge, Entwicklung neuer bakterieller Lebendimpfstoffe.

## Ehrenamt
- 1967–1973 Vorsitzender der ständigen Arbeitsgruppe Veterinärwesen im Rat für gegenseitige Wirtschaftshilfe (RGW)
- Vorsitzender der Forschungskooperationsgemeinschaft „Erregerbedingte Krankheiten der landwirtschaftlichen Nutztiere“
- Vorsitzender der Erzeugnisgruppe „Sera und Impfstoffe“ der VVB Pharmazie
- Mitglied des Präsidiums der Wissenschaftlichen Gesellschaft für Veterinärmedizin der DDR (WGV)
- Mitarbeit in der Redaktion der Monatshefte für Veterinärmedizin
- Mitarbeit in der Redaktion des Archivs für experimentelle Veterinärmedizin
- Lehrauftrag für Staatsveterinärkunde an der Karl-Marx-Universität Leipzig
- 1993–1996 Vorsitzender des Vereins für Anhaltische Landeskunde (VAL) e. V.

## Publikationen (Auswahl)
- Über die Entwicklung der Schlachtmethoden unter besonderer Berücksichtigung der hygienischen Blutgewinnung. Diss. Tierärztl. Hochschule Hannover, 1947.
- Die Fortpflanzung unserer Haustiere. Wittenberg 1961, 100 S.; 2. unveränd. Aufl., 2010.
- Kleines ABC der Rinderhaltung unter Beteiligung von W. Heinicke, Berlin, 1964, 368 S., 2. überarb. Aufl., 1967.
- Die Verhütung und Bekämpfung der Maul- und Klauenseuche. Berlin 1863.
- Das Auftreten von Tierseuchen, insbesondere der Rinderpest, im Fürstentum Anhalt-Dessau im 18. Jahrhundert. Erste Mttlg. In: Mitteilungen des Vereins für Anhaltische Landeskunde, 1 (1992), 104–114.; Zweite Mittlg., 2 (1993) 95–118; Dritte Mittlg. 4 (1995), 143–159
- Fünf Beiträge zur Geschichte Instituts in Dessau-Tornau

## Ehrungen
- Ernennung zum Oberveterinärrat
- Verleihung des Titels Professor
- 1974 Ehrenbanner des ZK der SED, des Ministerrates und des Bundesvorstandes des Freien Deutschen Gewerkschaftsbundes (FDGB) für den Betrieb in Dessau
- Medaille für ausgezeichnete Leistungen
- Verdienter Tierarzt
- Verdienstmedaille der DDR
- Banner der Arbeit (Stufe 1)
- 1979 Nationalpreis 2. Klasse für Wissenschaft und Technik im Kollektiv „für die Entwicklung neuer Impfstoffe gegen bakterielle Tierseuchen“
- Ehrenspange in Gold der WGV
- 1996–2004 Ehrenvorsitzender des VAL